# Divino Niño Jesús (20 de Julio)
Divino Niño Jesús del 20 de Julio conocido en Colombia como Divino Niño o Milagroso Niño Jesús es una de las advocaciones católicas que conmemoran la infancia de Jesús de Nazaret. La imagen se basó directamente en el Niño Jesús de Praga.
Se le venera en la Parroquia del Divino Niño, en el barrio 20 de Julio de Bogotá, siendo una de las representaciones católicas más conocidas en Colombia.  Muchos devotos le celebran el 20 de julio, sin embargo, ese día  solo se celebra el onomástico del barrio donde está ubicado el santuario, es decir el Barrio "20 de Julio".  La fiesta patronal es el primer domingo del mes de septiembre (celebrada también por la Iglesia Universal) al concluirse la tradicional novena en la que los fieles rezan los nueve primeros domingos de cada mes al Divino niño .
En 2006, el Divino Niño fue nominado como símbolo cultural de Colombia en el concurso organizado por la revista Semana con el apoyo de Caracol TV, el Ministerio de Cultura y Colombia es pasión.

## Historia

### Antecedentes
El barrio 20 de julio fue fundado en la zona central de la ciudad de Bogotá. Allí se asentaron los sectores más populares de la ciudad.

### La imagen
El inicio de la devoción a la imagen se le adjudica al sacerdote salesiano italiano Juan del Rizzo, quien se movía por ciudades colombianas, como Barranquilla y Medellín, con una pequeña réplica de la imagen del Divino Niño Jesús de Praga. 
El sacerdote venía de Italia y buscaba la recolección de fondos para la erección de un altar en la ciudad costera, pero fracasó en su intento. Sin embargo, comenzó a pedir por los méritos de la Infancia de Jesús para la construcción del templo. Fue así como comenzó a transportar la imagen de checoslovaca.
La llegada del sacerdote a Bogotá, sin embargo lo obligó a dejar de hacer uso público de la imagen, ya que una comunidad se adjudicó ser la única autorizada para éste fin.
El padre Juan del Rizzo buscó entonces en una tienda de artículos religiosos llamada ''Vaticano'', en la cual se fijó en una pequeña imagen de un niño Jesús con una túnica de color rosado, un cíngulo o cinturón verde azulado, y los brazos extendidos sobre una cruz. Indignado, el sacerdote pidió al artesano que le retirara la cruz a la imagen, considerando que la representación era demasiado deprimente para representar a un niño, diciendoː

Ese niño estaba muy pequeño para llevar una carga tan pesada
Juan del Rizzo (SDB)

## Culto

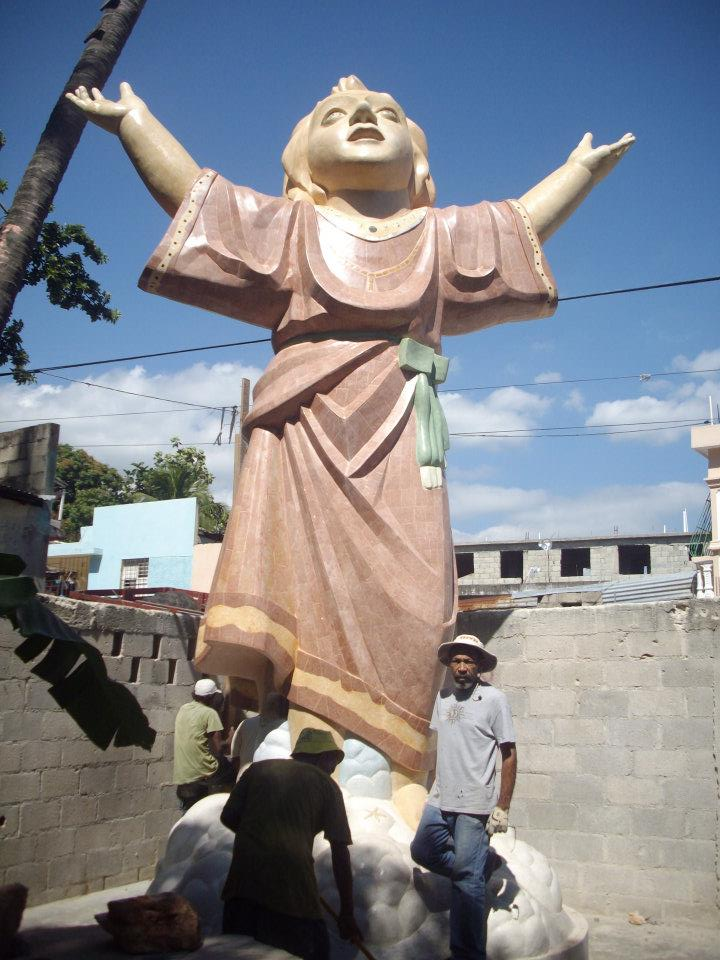
El artista Ramón Osorio junto a una imagen gigante en madera

Juan del Rizzo se hizo con la imagen, y luego de darle su destinación en el altar de la iglesia local, le sacó fotografías a la pequeña estatuta de yeso, las convirtió en estampillas para propagar la vocación. La propia experiencia del sacerdote lo convirtió en devoto de la imagen, y así se dedicó de lleno a propagar la devoción al Divino Niño.

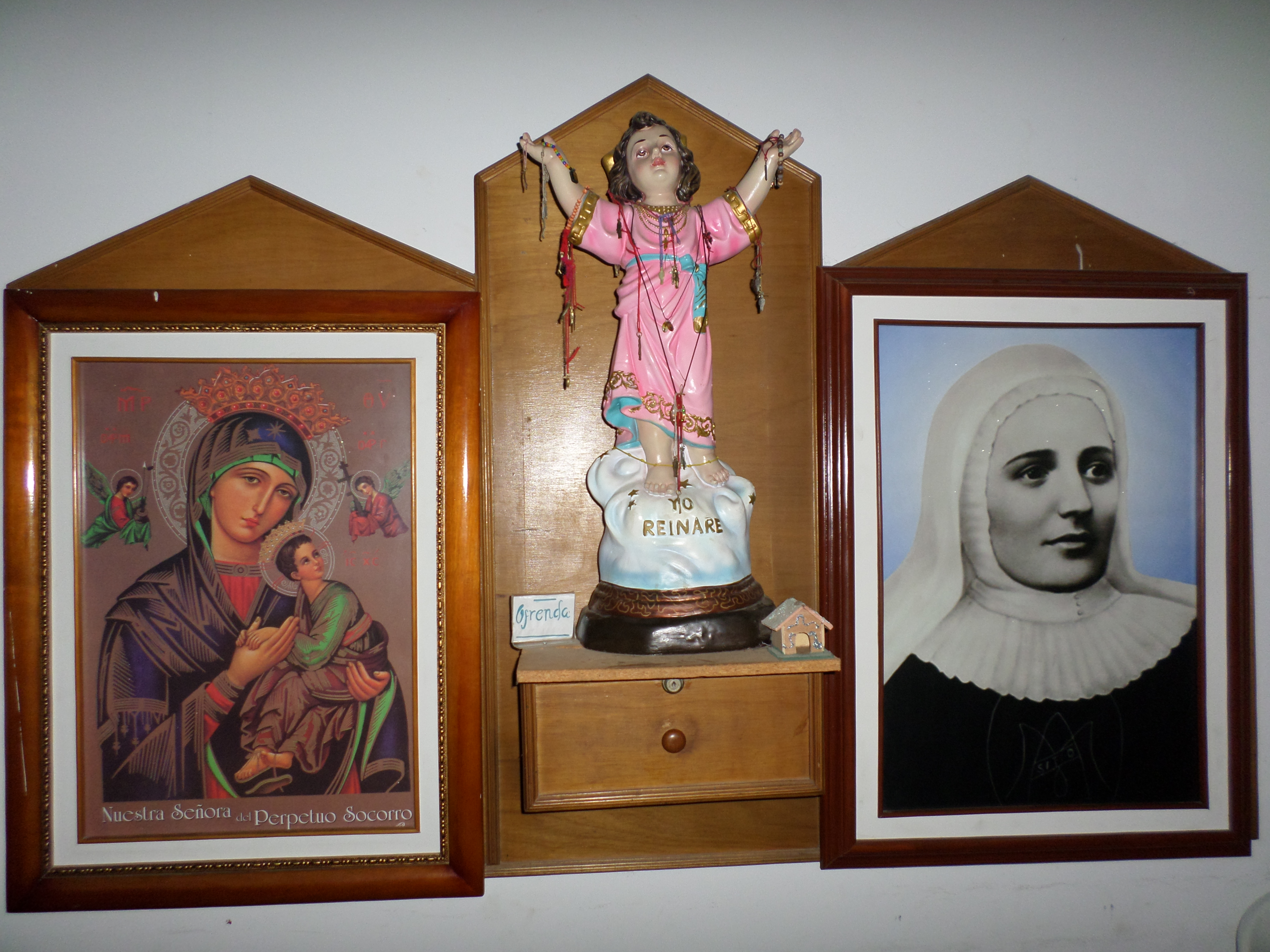
Altar con Nuestra Señora del Perpetuo Socorro, El Divino Niño y Santa Laura Montoya

Con los años a la imagen se le empezaron a atribuir varios milagros de vecinos del sector, a los que se sumaron los grandes empresarios y políticos de la ciudad. La devoción trascendió la ciudad y se convirtió en una práctica nacional la devoción a la imagen. De hecho se celebra erróneamente su fiesta el 20 de julio, coincidiendo con el grito de independencia de 1810, por lo que la fiesta se convierte en un símbolo patrio involuntario. Por esa razón los países a donde llegó la devoción adoptaron la fecha a sus respectivos cultos.
Los salesianos editan un popular almanaque, donde exaltan a los santos y beatos salesianos y narran algunos milagros atribuidos a la imagen. También crearon una novena para pedir favores y milagros a la imagen, la cual ha permitido que la devoción trascendiera fronteras, llegando a diversos países y convirtiéndose en una de las devociones colombianas más famosas en el mundo.
Los milagros que se le atribuyen son recogidos en las lecturas dominicales que se reparten en las eucaristías del templo, los almanaques, libros y la novena que editan los salesianos, y en la serie de televisión católica del Canal Caracol, Divino Niño.
También se le venera el primer domingo del mes de septiembre, día que se considera su fiesta patronal, puesto que se le dedica la novena antes mencionada, que se realiza los nueve primeros domingos del año, siendo el último domingo el primero del mes de septiembre.

## Templo

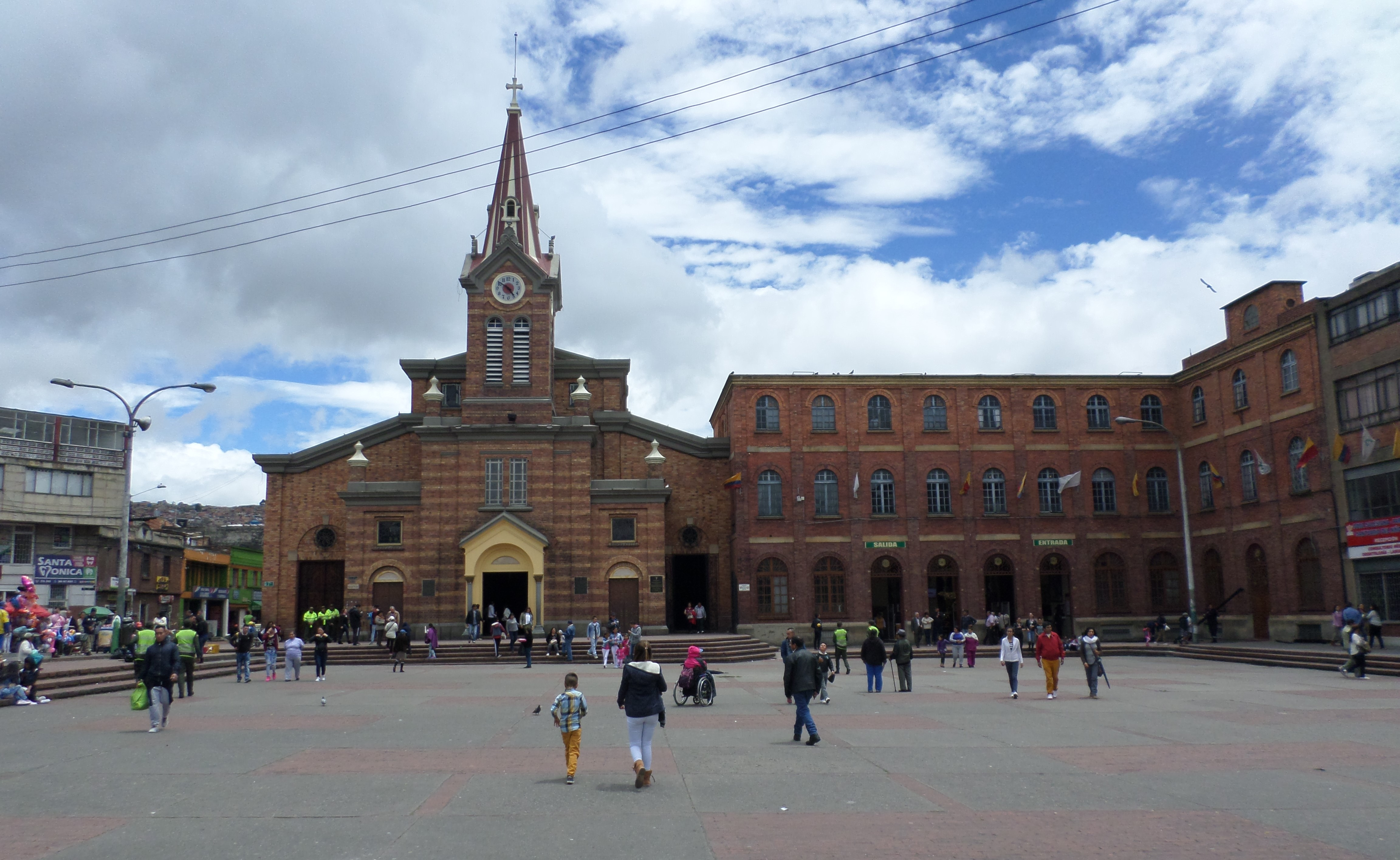
Vista de la Parroquia Santuario del Niño Jesús del 20 de julio

Con el aumento de la devoción a la imagen y la afluencia de personas a visitar a la imagen, se comenzó con la construcción de un templo para albergar la imagen. En 1937 se comenzaron las obras, y el 12 de marzo de 1942 se inauguró la Parroquia Santuario del Niño Jesús del 20 de Julio, que coincidió con la proclamación de Bogotá como Arquidiócesis.
El templo es custodiado desde 1942 por los salesianos de Don Bosco.
El recinto tiene una plazoleta, un altar principal y cuatro pequeñas capillas. También tiene recinto de oraciones especial donde reposa la imagen, que está custodiada por una urna de cristal. 
El templo es ampliamente vistiado y hoy en día es un de los templos católicos más importantes del país, junto a la Catedral Basílica Metropolitana y Primada en Bogotá, y la Basílica menor del Señor de los Milagros de Buga y la Ermita, en Cali y el Valle del Cauca, y el Santuario de las Lajas, en Ipiales.

## Controversias
En 1995, 4 años después de consagrada la libertad de cultos en Colombia, un ciudadano no católico interpuso una acción de tutela en contra de la comunidad salesiana encargada de resguardar la imagen, ya que consideraba que los "jerarcas católicos" se estaban lucrando con la imagen, aprovechándose de la gente "de escaso nivel intelectual". La acción no prosperó.